# Morning Dance (instrumental)
«Morning Dance» es una pieza instrumental de la banda estadounidense Spyro Gyra. Fue publicada en mayo de 1979 como el sencillo principal de su segundo álbum de estudio del mismo nombre.

## Composición y arreglos
La canción fue compuesta en un compás de 2
2 (alla breve) con un tempo de 180 pulsaciones por minuto y está escrita en la tonalidad de fa mayor. Musicalmente, «Morning Dance» ha sido descrita como una canción de Latin pop, jazz rock, y jazz pop.

## Créditos y personal
Créditos adaptados desde las notas de álbum de Morning Dance.
Músicos
- Jay Beckenstein – saxofón alto
- Jeremy Wall – piano eléctrico
- John Tropea – guitarra eléctrica y acústica
- Jim Kurzdorfer – guitarra bajo
- Ted Reinhardt – batería
- Rubens Bassini – conga, percusión
- Dave Samuels – marimba, tambores metálicos

Personal técnico
- Jay Beckenstein – productor
- Richard Calandra – productor
- Jeremy Wall – arreglos, conductor
- Jack Malken – mezclas
- Michael Barry – mezclas
- Rick Rowe – editor
- Bob Ludwig – masterización

## Posicionamiento

### Gráfica semanal
| Gráfica (1979)                                | Pico de posición |
| --------------------------------------------- | ---------------- |
| Australia (Kent Music Report)                 | 75               |
| Estados Unidos (Billboard Hot 100)            | 24               |
| Estados Unidos (Billboard Adult Contemporary) | 1                |
| Estados Unidos (Cashbox Top 100 Singles)      | 27               |
| Reino Unido (UK Singles Chart)                | 17               |

### Gráfica de fin de año
| Gráfica (1979)                                | Pico de posición |
| --------------------------------------------- | ---------------- |
| Estados Unidos (Billboard Adult Contemporary) | 6                |